# Disconnected
"Disconnected" is een nummer en de eerste single van de Amerikaanse punkband Face to Face en is geschreven door zanger en gitarist Trever Keith en bassist Matt Riddle. Het verscheen voor de eerste keer op het debuutalbum Don't Turn Away (1992) en werd in 1993 uitgegeven in 7" vinyl-formaat door Fat Wreck Chords, hetzelfde label dat in 1993 ook het album Don't Turn Away opnieuw liet uitgeven. Een geremixte versie van het nummer is te horen op de ep Over It uit 1994. Deze versie kreeg toentertijd veel airplay. Naar aanleiding hiervan vroeg Victory Music, het nieuwe label waar Face to Face bij speelde, de band om het nummer nog een keer op te nemen voor het tweede studioalbum Big Choice uit 1995. In hetzelfde jaar bereikte het nummer plaats 39 in de Alternative Songs-hitlijst van Billboard. Voor deze derde versie van het nummer werd een videoclip gemaakt.

## Nummers
1. "Disconnected" - 3:26
2. "AOK" - 3:00
3. "I Used to Think" - 3:04

## Band
Don't Turn Away, single, Over It
- Trever Keith - zang, gitaar
- Rob Kurth - drums, achtergrondzang
- Matt Riddle - basgitaar, achtergrondzang

Big Choice
- Trever Keith - zang, gitaar
- Rob Kurth - drums, achtergrondzang
- Matt Riddle - basgitaar, achtergrondzang
- Chad Yaro - gitaar